# Stavropol kraj
Stavropol kraj är ett kraj i sydvästra Ryssland med en yta på 66 500 km² och cirka 2,7 miljoner invånare. Huvudort är Stavropol. Andra stora städer är Kislovodsk, Nevinnomyssk och Pjatigorsk.